# Hubert Gonnet
Pour les articles homonymes, voir Gonnet.
Œuvres principales
Le Grand Scandale
Hubert Gonnet est un écrivain français né le 29 décembre 1924 à Sainte-Radegonde et mort le 12 décembre 1998 à Coupiac.

## Biographie
Hubert Gonnet - « écrivain stupéfiant et oublié » - publie sept romans avant de renoncer à écrire après 1969 et de s'installer comme paysan berger dans le département de l'Aveyron.
Son ouvrage Le Grand Scandale, « plongée dans l’enfer du curé d’Uruffe », est réédité en 2025.

## Œuvres
- Karl, Julliard, 1953
- Agnès ou l'école buissonnière, Plon, 1959
- Faire le Jacques, Plon, 1961
- Un chasseur français, Calmann-Lévy, 1963
- Le Grand Scandale, Buchet-Chastel, 1966 ; Éditions du Chemin de fer, 2025
- L'Exécution, Buchet-Chastel, 1967
- Voyage au Strömland, Éric Losfeld, 1969